# Jaime Jefferson
Jaime Jefferson Guilarte (ur. 17 stycznia 1962 w Guantánamo) – kubański lekkoatleta, specjalizujący się w skoku w dal, dwukrotny uczestnik letnich igrzysk olimpijskich (Barcelona 1992, Atlanta 1996).

## Sukcesy sportowe
- siedmiokrotny mistrz Kuby w skoku w dal – 1986, 1988, 1989, 1990, 1991, 1994, 1996[1]

| Rok  | Miasto        | Zawody                                   | Konkurencja | Wynik         |
| ---- | ------------- | ---------------------------------------- | ----------- | ------------- |
| 1983 | Hawana        | Mistrzostwa Ameryki Środkowej i Karaibów | skok w dal  | brązowy medal |
| 1983 | Caracas       | Igrzyska panamerykańskie                 | skok w dal  | złoty medal   |
| 1984 | Moskwa        | Zawody "Przyjaźń-84"                     | skok w dal  | srebrny medal |
| 1985 | Nassau        | Mistrzostwa Ameryki Środkowej i Karaibów | skok w dal  | złoty medal   |
| 1985 | Kobe          | Uniwersjada                              | skok w dal  | złoty medal   |
| 1986 | Santiago      | Igrzyska Ameryki Środkowej i Karaibów    | skok w dal  | złoty medal   |
| 1987 | Rzym          | Mistrzostwa świata                       | skok w dal  | 6. miejsce    |
| 1987 | Indianapolis  | Igrzyska panamerykańskie                 | skok w dal  | brązowy medal |
| 1989 | Budapeszt     | Halowe mistrzostwa świata                | skok w dal  | 5. miejsce    |
| 1989 | San Juan      | Mistrzostwa Ameryki Środkowej i Karaibów | skok w dal  | złoty medal   |
| 1989 | Duisburg      | Uniwersjada                              | skok w dal  | złoty medal   |
| 1990 | Meksyk        | Igrzyska Ameryki Środkowej i Karaibów    | skok w dal  | srebrny medal |
| 1991 | Sewilla       | Halowe mistrzostwa świata                | skok w dal  | srebrny medal |
| 1991 | Tokio         | Mistrzostwa świata                       | skok w dal  | 9. miejsce    |
| 1991 | Hawana        | Igrzyska panamerykańskie                 | skok w dal  | złoty medal   |
| 1992 | Barcelona     | Igrzyska olimpijskie                     | skok w dal  | 5. miejsce    |
| 1993 | Toronto       | Halowe mistrzostwa świata                | skok w dal  | brązowy medal |
| 1993 | Ponce         | Igrzyska Ameryki Środkowej i Karaibów    | skok w dal  | brązowy medal |
| 1995 | Mar del Plata | Igrzyska panamerykańskie                 | skok w dal  | srebrny medal |
| 1997 | San Juan      | Mistrzostwa Ameryki Środkowej i Karaibów | skok w dal  | srebrny medal |

## Rekordy życiowe
| konkurencja        | na stadionie               | w hali                    |
| ------------------ | -------------------------- | ------------------------- |
| bieg na 100 metrów | 10,35 – Hawana, 08/03/1985 |                           |
| skok w dal         | 8,53 – Hawana, 12/05/1990  | 8,18 – Oviedo, 03/02/1990 |